# 北美西鯡
北美西鯡為輻鰭魚綱鲱形目鲱科的其中一種，分布於西大西洋區，從緬因州至佛羅里達州半鹹水及鹹水水域，體長可達60公分，棲息在沿海半鹹水水域，為洄游性魚類，屬肉食性，以魚類及甲殼類為食，可做為食用魚。

## 擴展閱讀
維基物種上的相關：北美西鯡
1. ↑  NatureServe. . The IUCN Red List of Threatened Species. 2013: e.T201947A2731015  [27 August 2023]. doi:10.2305/IUCN.UK.2013-1.RLTS.T201947A2731015.en .